# Локальне забруднення
Локальне забруднення (англ. local pollution; нім. lokale Verunreinigung f) — екологічне забруднення відносно невеликого району (як правило, навколо промислового підприємства, населеного пункту тощо). Наприклад, Л.з. навколо золотозбагачувальних фабрик з технологією на основі вилуговування може сягати 10 км і більше. Л.з., але, як правило, меншої протяжності мають місце також навколо вуглезбагачувальних та рудозбагачувальних фабрик, шахт, кар'єрів тощо.

## Дотичний термін
Локальний, (рос. локальный, англ. local, нім. lokal) — місцевий, той, що не виходить за визначені межі.